# HD 93206
HD 93206 è una stella supergigante blu di magnitudine 6,24 situata nella costellazione della Carena. Dista 2652 anni luce dal sistema solare.

## Osservazione
Si tratta di una stella situata nell'emisfero celeste australe. La sua posizione è fortemente australe e ciò comporta che la stella sia osservabile prevalentemente dall'emisfero sud, dove si presenta circumpolare anche da gran parte delle regioni temperate; dall'emisfero nord la sua visibilità è invece limitata alle regioni temperate inferiori e alla fascia tropicale. Essendo di magnitudine pari a 6,2, non è osservabile ad occhio nudo; per poterla scorgere è sufficiente comunque anche un binocolo di piccole dimensioni, a patto di avere a disposizione un cielo buio.
Il periodo migliore per la sua osservazione nel cielo serale ricade nei mesi compresi fra febbraio e giugno; nell'emisfero sud è visibile anche per buona parte dell'inverno, grazie alla declinazione australe della stella, mentre nell'emisfero nord può essere osservata limitatamente durante i mesi primaverili boreali.

## Caratteristiche fisiche
La stella è classificata come supergigante blu di classe O9.7Ib ma è in realtà una stella doppia composta da 2 componenti rispettivamente di classe spettrale O9.7 I e O8 III che formano una binaria a eclisse di tipo Beta Lyrae. La magnitudine totale della stella varia da +6,16 a +6,49 in un periodo di 6 giorni.
Altre stelle sono vicine in cielo alla coppia principale, formando un sistema di almeno 5 componenti: B è di magnitudine 13,0, separata da 7,3 secondi d'arco da A e con angolo di posizione di 278 gradi. La componente C è, separata da 8,8 secondi d'arco da A e con angolo di posizione di 092 gradi. La componente D è di magnitudine 9,9, separata da 1,0 secondi d'arco da A e con angolo di posizione di 325 gradi.